# Gau Berlin

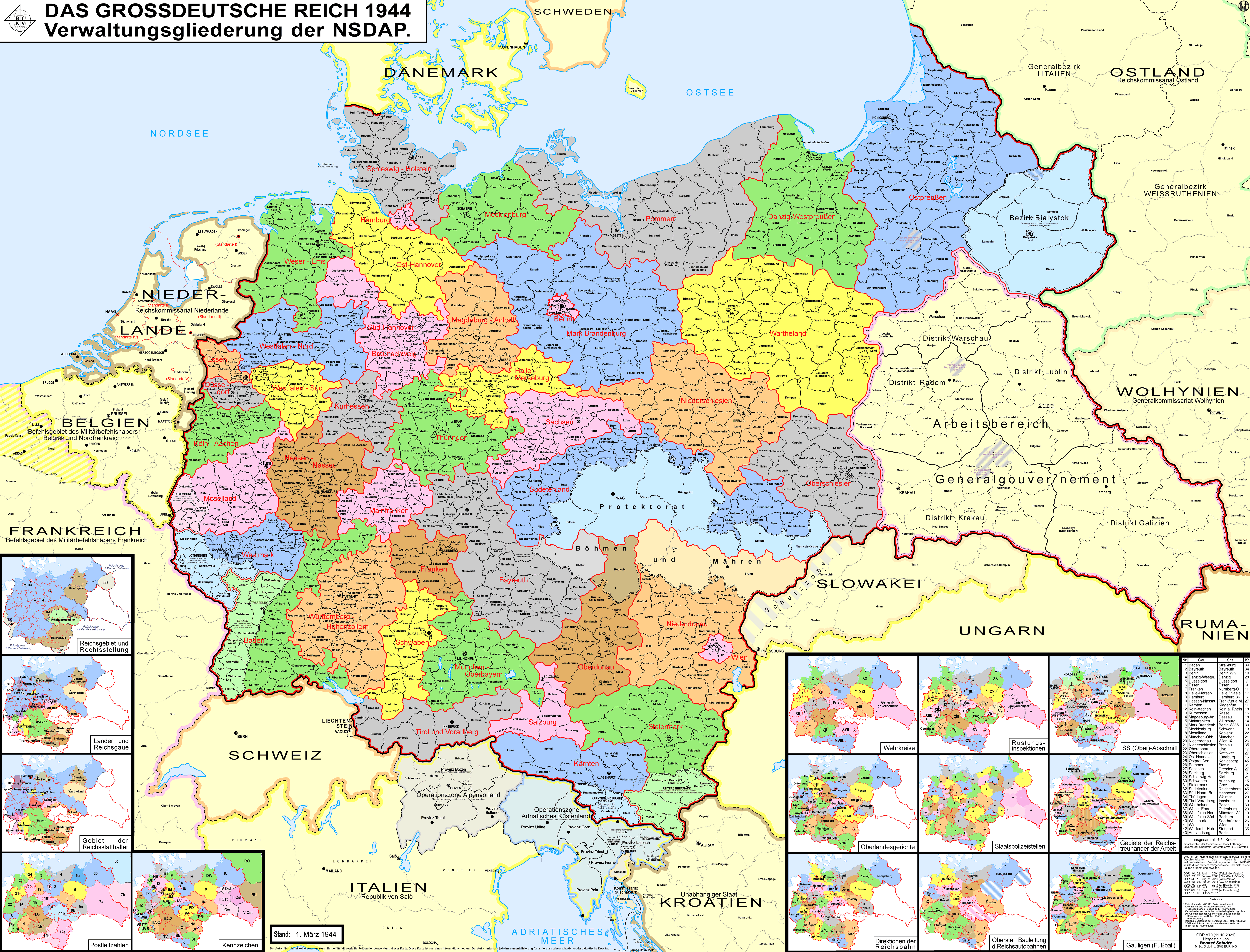
Gaue der NSDAP im Deutschen Reich im Jahr 1944

Der Gau Berlin war eine Verwaltungseinheit der Nationalsozialistischen Deutschen Arbeiterpartei (NSDAP). Er bestand seit 1928.

## Geschichte und Struktur

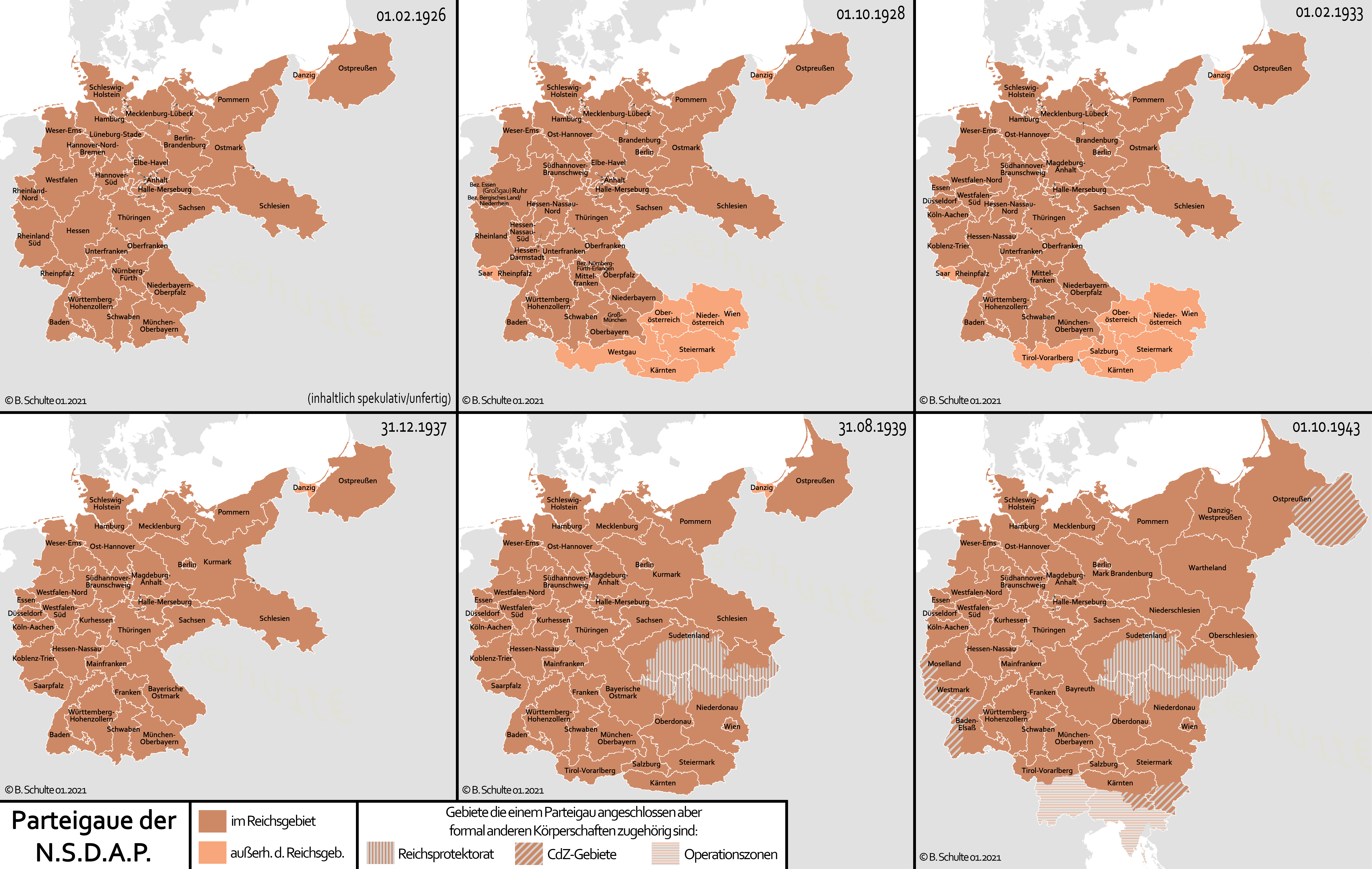
Gaue der NSDAP in den Jahren 1926, 1928, 1933 (obere Reihe), sowie 1937, 1939, 1943 (untere Reihe)

Eine Ortsgruppe der NSDAP wurde erstmals am 19. November 1922 durch Gerhard Roßbach gegründet.
Nach der Neuaufstellung der NSDAP 1925 wurde ein Gau Berlin-Brandenburg gegründet. Von diesem wurde der Gau Berlin am 1. Oktober 1928 als eigenständiger Gau abgeteilt. Das Gaugebiet entsprach 1933 dem der Reichstagswahlkreise 2 (Berlin), 3 und 4 (Potsdam I, Potsdam II). Der Gau umfasste Groß-Berlin, so dass auch die Bezeichnung Gau Groß-Berlin aufkam.
Gauleiter von Berlin war seit 1926 Joseph Goebbels. Dieser straffte im „roten Berlin“ die Parteiorganisation stark und setzte auf Provokation und Straßenkampf (mit Hilfe von Reinhold Muchow) als Mittel der politischen Kampfführung. Bei parteiinternen Richtungskämpfen hielt Goebbels stets zu Hitler (so z. B. bei der Stennes-Revolte vom April 1931), was dieser im Gegenzug mit Protektion und Förderung entgalt.
Goebbels’ langjähriger Vertreter war Artur Görlitzer, der aber kaum wahrgenommen wurde.
Das Hauptquartier der Verwaltung des Gaues (Gauhaus) befand sich seit 1932 in der Voßstraße 11. Goebbels war Herausgeber der aggressiven Parteizeitung „Der Angriff“. Gauschulungsleiter 1933 bis 1936 war Walther Schulze-Wechsungen, Gauwirtschaftsberater der Bankier Heinrich Hunke. Gauamtsleiter waren eine Reihe von Spitzenfunktionären der NSDAP, die auch hohe Funktionen in den Reichsministerien innehatten: Hans Fabricius im Amt für Beamte, Kurt Kummer im Amt für Agrarpolitik, Leonardo Conti im Amt für Volksgesundheit, Werner Wächter im Gaupropagandaamt, Herbert Treff im Amt für Kommunalpolitik, Reinhard Neubert im Gaurechtsamt, Hans Meinshausen im Amt für Erzieher, Alfred Spangenberg als Gauobmann der DAF.
Reichspropagandaminister Goebbels wurde Reichsverteidigungskommissar für den Gau am 16. November 1942. Im Oktober 1944 wurde er für die Aufstellung des Volkssturmes verantwortlich, die der SA-Führer Günther Gräntz wahrnahm. Die Einwohnerzahl lag theoretisch bei über 4,3 Mio. Menschen auf 884 km³, tatsächlich viel niedriger (siehe Einwohnerentwicklung von Berlin#1920–1949). Als die Stimmung in Berlin wegen der Bombardierungen sank, wurde er mit der Gauleitung sehr unzufrieden und wechselte mehrfach die Stellvertreter aus.
1933 wurde Hermann Göring Reichsstatthalter für den Freistaat Preußen und die Hauptstadt Berlin. Julius Lippert wurde Staatskommissar für Berlin, der für die Säuberung der Stadtverwaltung verantwortlich war. Von 1937 bis 1940 wurde er zusätzlich zum Oberbürgermeister ernannt und trug den Titel Stadtpräsident mit den Befugnissen eines preußischen Regierungspräsidenten. Ludwig Steeg folgte ihm, offiziell aber erst im Februar 1945.

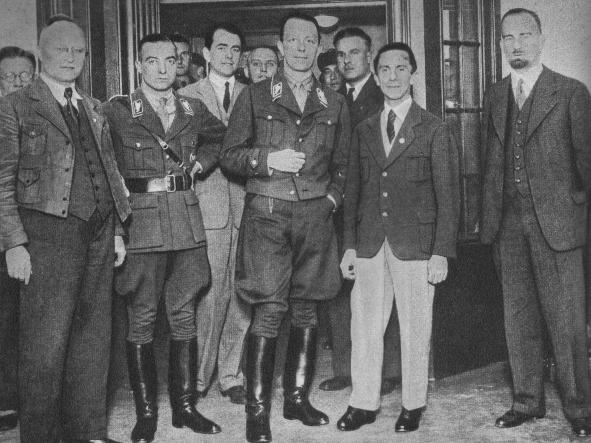
Hans Meinshausen (ganz links) mit anderen NS-Funktionären bei der Einweihung des Gauhauses der NSDAP in der Voßstraße in Berlin. Neben ihm: Karl Ernst, Albert Speer, Wolf-Heinrich von Helldorff, Joseph Goebbels und Karl Hanke.

In der Reichshauptstadt wollte Hitler eine riesige Umgestaltung zu einer neuen Welthauptstadt Germania nach dem Sieg im Weltkrieg umsetzen, wofür Albert Speer bereits die Planungen vorlegte. Im Jahr 1936 schufen die Olympischen Spiele ein weltweit beachtetes Forum für die Stadt Berlin.

## Führende Funktionäre
Gauleiter
- März 1925 bis Juni 1926: Ernst Schlange (von Februar bis Oktober 1926 führte Erich Schmiedicke die Geschäfte)
- 1. Oktober 1926 bis 1. Mai 1945: Joseph Goebbels
  -  April 1931: Ernst Wetzel (anlässlich der Revolte der Berliner SA gegen die Parteiführung der NSDAP vom SA-Kommandeur für Ost-Deutschland, Walther Stennes, anstelle des von ihm für abgesetzt erklärten Goebbels, als neuer Gauleiter bzw. Gegen-Gauleiter (analog einem Gegenpapst) „eingesetzt“)[2]

Stellvertretende Gauleiter:
- 1925 bis Oktober 1926: Erich Schmiedicke
- 1926 bis 1928: Kurt Daluege (zugleich Führer der Berliner SA)[3]
- 1. November 1930 bis März 1933: Hans Meinshausen
- 13. März 1933 bis Ende 1943: Artur Görlitzer
- interimistisch: Johannes Engel (beauftragt Anfang 1944)
- 17. März 1944 bis 1945: Gerhard Schach[4]

Gaugeschäftsführer
- 1927: Dagobert Dürr
- 1928 [?] bis Oktober 1930: Franz Wilke
- Ende September 1930 bis 1932: Hans Meinshausen
- 1932 bis 1933: Wilhelm Petzold[5]

Gauschatzmeister
- 1927: Fellner (als Kassierer)
- (spätestens) 1934[6] bis mindestens September 1943: Otto de Mars[7]

Gaugerichtsvorsitzende
- 1926 bis 1931: Hermann Kluge
- 1937–1941: Paul Franke

Propagandaleiter
- - Ab August 1931: Karoly Kampmann
  - ab 1933: Walther Schulze-Wechsungen

Leiter der Gauinspektionen
- Bei geographischer Denominierung
  - Gauinspektion Norden
    - 1937–1939: Gerhard Schach

  - Gauinspektion Osten
    - 1937–1939: Erich Akt

  - Gauinspektion Süden
    - 1937–1939: Heinz Jetter

  - Gauinspektion Westen
    - 1937–1939: Arnold Rießler

  - Gauinspektion Mitte
    - 1937–1939: Karl Spiewok
- Nach numerischer Benennung
  - Gauinspektion I:
    - ab März 1933: Erich Hilgenfeldt,
    - 1939–1941: Paul Skoda

  - Gauinspektion II:
    - 1939–1941: Gerhard Schach

  - Gauunspektion III:
    - 1939–1941 Erich Akt

  - Gauinspektion IV:
    - 1939–1941: Heinz Jetter